# Siegfried Sassoon
Siegfried Loraine Sassoon (Matfield, 8 settembre 1886 – Heytesbury, 1º settembre 1967) è stato un poeta e militare inglese.
La sua fama è principalmente legata alla sua produzione poetica dai toni satirici contro la prima guerra mondiale.

## Biografia

### Infanzia
Sassoon nacque in una casa tuttora esistente chiamata Weirleigh nel villaggio di Matfield nel Kent, da padre ebreo e madre anglicana. Il padre, Alfred, membro di una ricca famiglia di commercianti indiani ebrei, era stato diseredato per aver sposato una donna non ebrea. La madre, Theresa, apparteneva ai Thornycroft, una famiglia di scultori molto rinomata a Londra; Sir William Hamo Thornycroft fu suo zio materno. Il nome Siegfried deriva dalla passione della madre per la musica di Wagner.
Sassoon si formò alla New Beacon Preparatory School, nel Kent; poi al Marlborough College nel Wiltshire; successivamente al Clare College di Cambridge dove studiò legge e storia dal 1905 al 1907. Tuttavia, abbandonò l'Università senza aver conseguito la laurea e trascorse gli anni successivi dedicandosi alla caccia e al cricket; pubblicò privatamente alcuni volumi di poesia che però non riscossero particolare successo: le sue rendite gli consentivano di vivere senza lavorare, ma non con un elevato tenore di vita. Con lo pseudonimo di "Lasciatemi stare" diede alle stampe nel 1913 un'opera dal titolo The Daffodil Murderer, una parodia di The Everlasting Mercy di John Masefield.

### Servizio militare
Spinto dal patriottismo, Sassoon si arruolò nell'esercito sin dalle prime avvisaglie della prima guerra mondiale ed era in servizio nella Sussex Yeomanry il 4 agosto 1914, quando la Gran Bretagna entrò in guerra. Tuttavia, a causa di un incidente si ruppe un braccio prima ancora di lasciare l'Inghilterra e trascorse la primavera del 1915 in convalescenza. In questo periodo il fratello Hamo fu ucciso a Gallipoli: l'evento segnò profondamente il giovane Siegfried. Nel maggio 1915 si unì al corpo dei fucilieri (Royal Welch Fusiliers) in qualità di ufficiale, e a novembre partì per il fronte francese. Qui venne a contatto con il poeta Robert Graves, e i due intrapresero una profonda amicizia, fondata sulla comune passione per la poesia.
La traccia di questa relazione non è ben percettibile nella poesia di Graves, ma influenzò l'idea di poesia in Sassoon. Emerge una viva ripugnanza per il realismo della guerra e il tono della sua poesia mutò profondamente: nella sua produzione precedente vi era una dolcezza romantica alquanto dilettantesca, mentre nella poesia di guerra si avvertono toni dissonanti, che intendevano veicolare le crude verità del conflitto ad un pubblico vezzeggiato dalla propaganda patriottica. Impronta distintiva della poesia di questo periodo è l'esibizione di corpi e arti mutilati, codardia e suicidio.
Imprese singolarmente coraggiose furono compiute da Sassoon sul fronte occidentale: dimostrò una particolare efficienza come comandante di compagnia. Man mano che sprofondava nella depressione per l'orrore e la miseria che i soldati dovevano affrontare, Sassoon sviluppava paradossalmente un folle coraggio e venne perciò soprannominato dai suoi uomini Mad Jack per le sue imprese che sfioravano il suicidio.
Sebbene fosse stato decorato per eroismo, nel 1917 decise di compiere una pubblica denuncia contro la guerra. Una delle ragioni per questo sentimento violentemente ostile alla guerra fu la morte del suo amico David Cuthbert Thomas (chiamato Dick Tiltwood nella trilogia di Sherston). Avrebbe trascorso anni prima di riuscire a superare il lutto di tale perdita.
Alla fine di un periodo di convalescenza, Sassoon rifiutò di tornare al fronte; anzi, incoraggiato da alcuni amici pacifisti come Bertrand Russell e Lady Ottoline Morrell, scrisse una lettera intitolata A Soldier's Declaration (La dichiarazione di un soldato) al suo superiore. La lettera fu poi trasmessa alla stampa e perfino letta in Parlamento. Invece di processarlo, le autorità militari preferirono dichiarare Sassoon inabile alla leva, ricoverandolo in un ospedale militare di Edimburgo (il Craiglockhart War Hospital) con la diagnosi di nevrastenia. Prima di questo evento, Sassoon aveva gettato il nastro della propria Croce al Valor Militar nel fiume Mersey (oggi la medaglia è esposta al museo dei Royal Welch Fusiliers a Caernarfon). Questo periodo della vita di Sassoon è stato raccontato nel romanzo Regeneration di Pat Barker.
A Craiglockhart Sassoon incontrò il poeta Wilfred Owen, che proprio grazie a Sassoon scelse di perseverare lungo la strada della poesia. Il loro rapporto fu molto intenso e l'influenza di Sassoon sulla poesia di Owen è ben percettibile e documentata dai manoscritti di quest'ultimo. Entrambi poi tornarono al fronte, ma Owen fu ucciso nel 1918. L'amicizia tra i due poeti è raccontata nel testo teatrale Not About Heroes di Stephen MacDonald. Sempre a Craiglockhart, Sassoon fu paziente di William Rivers, all'epoca ivi operante come psichiatra militare e di cui divenne poi amico.
Sassoon, dopo aver trascorso del tempo in Palestina, tornò infine al fronte; quasi immediatamente fu di nuovo ferito, da fuoco amico, alla testa.

### Dopoguerra
Durante la guerra, per via del contatto con uomini di diversi ceti sociali, Sassoon sviluppò simpatie socialiste. Dopo un breve periodo a Oxford, dove passò più tempo con gli amici che studiando, si dedicò per un certo tempo alla politica nel movimento laburista. Nel 1919 ebbe un posto come redattore della pagina letteraria per il socialista Daily Herald: ebbe perciò l'occasione di trattare con recensori come E.M. Forster e Charlotte Mew e commissionò testi a Arnold Bennett e Osbert Sitwell. Inoltre si interessò alla musica: ebbe contatti con il giovane William Walton di cui divenne amico e protettore. Walton, in seguito, avrebbe dedicato l'ouverture del suo Portsmouth Point a Sassoon per riconoscenza verso il suo sostegno finanziario e morale.
Sassoon viaggiò largamente per gli Stati Uniti e l'Europa. Cominciò a esibire la sua omosessualità più apertamente, intraprendendo una relazione con l'artista Gabriel Atkin che gli era stato presentato da amici comuni.

La morte di tre dei suoi più intimi amici, Edmund Gosse, Thomas Hardy e Frankie Schuster, in un breve spazio di tempo, gli causò un profondo turbamento emotivo.
Nello stesso periodo, Sassoon tentava nuove direzioni. Nel 1928, con i Memoirs of a Fox-Hunting Man, diede alle stampe, anonimamente, il primo volume di una autobiografia romanzata che fu quasi immediatamente assunta come un classico di scrittura umoristica. I Memoirs of an Infantry Officer (1930) e Sherston's Progress (1936) ne rappresentano idealmente il seguito. Negli anni successivi ripercorse la propria giovinezza con tre volumi genuinamente autobiografici: The Old Century, The Weald of Youth e Siegfried's Journey.
Sassoon continuò a cercare appagamento emotivo nelle relazioni con diversi amanti: l'attore Ivor Novello, l'attore Glen Byam Shaw (che era stato precedentemente l'amante di Novello), il nobile tedesco Filippo d'Assia, lo scrittore Beverley Nichols, il nobile Stephen Tennant. Solo l'ultimo lasciò una permanente impronta sulla vita di Sassoon.
Nel dicembre 1933, fra la sorpresa di molti, Sassoon sposò Hester Gatty, di molti anni più giovane. Il matrimonio portò alla nascita di un figlio, George (1936-2006), che fu un noto studioso e scrittore. Il matrimonio si ruppe dopo la seconda guerra mondiale, nel 1945. Nel 1957 si converte al cattolicesimo, presso la Downside Abbey.
Dopo il divorzio, Sassoon visse in isolamento a Heytesbury, nel Wiltshire. Morì sette giorni prima del suo 81º compleanno, nel 1967.

## Opere

### Poesia
- The Daffodil Murderer (John Richmond: 1913)
- The Old Huntsman (Heinemann: 1917)
- Glory of Women (1917)
- The General (Denmark Hill Hospital, aprile 1917)
- Counter-Attack (Heinemann: 1918)
- Suicide in the Trenches
- The Hero (Henry Holt: 1918)
- Picture-Show (Heinemann: 1919)
- War Poems (Heinemann: 1919)
- Aftermath (Heinemann: 1920)
- Recreations (stampa privata: 1923)
- Lingual Exercises for Advanced Vocabularians (stampa privata: 1925)
- Selected Poems (Heinemann: 1925)
- Satirical Poems (Heinemann: 1926)
- The Heart's Journey (Heinemann: 1928)
- Poems by Pinchbeck Lyre (Duckworth: 1931)
- The Road to Ruin (Faber and Faber: 1933)
- Vigils (Heinemann: 1935)
- Rhymed Ruminations (Faber and Faber: 1940)
- Poems Newly Selected (Faber and Faber: 1940)
- Collected Poems (Faber and Faber: 1947)
- Common Chords (stampa privata: 1950/1951)
- Emblems of Experience (stampa privata: 1951)
- The Tasking (stampa privata: 1954)
- Sequences (Faber and Faber: 1956)
- Lenten Illuminations (Downside Abbey: 1959)
- The Path to Peace (Stanbrook Abbey Press: 1960)
- Collected Poems 1908-1956 (Faber and Faber: 1961)
- The War Poems, ed. Rupert Hart-Davis (Faber and Faber: 1983)

### Prosa
- Memoirs of a Fox-Hunting Man (Faber & Gwyer: 1928), vincitore del James Tait Black Memorial Prize
- Memoirs of an Infantry Officer (Faber and Faber: 1930)
- Sherston's Progress (Faber and Faber: 1936)
- Complete Memoirs of George Sherston (Faber and Faber: 1937)
- The Old Century (Faber and Faber: 1938)
- On Poetry (University of Bristol Press: 1939)
- The Weald of Youth (Faber and Faber: 1942)
- Siegfried's Journey (Faber and Faber: 1945)
- Meredith (Constable: 1948)